# Ixodes collaris
Ixodes collaris es una especie de garrapata del género Ixodes, familia Ixodidae. Fue descrita científicamente por Hornok en 2016.
Habita en Asia meridional.